# Darksiders Genesis
Darksiders Genesis — компьютерная игра с видом сверху в жанре hack and slash и ролевая игра, разработанная компанией Airship Syndicate и изданная THQ Nordic. Игра вышла на платформах Stadia и Windows 5 декабря 2019 года, а на Nintendo Switch, PlayStation 4 и Xbox One — 14 февраля 2020 года. Игра считается спин-оффом и игрой-приквелом в серии Darksiders и представляет четвёртого Всадника Апокалипсиса, Раздора, в качестве главного героя. Раздор может призывать своего брата, Войну. После выхода игра получила преимущественно положительные отзывы, многие из которых высоко оценили боевую систему.

## Сюжет
После того, как Четыре Всадника атаковали и уничтожили нефилимов в Эдеме, их призвал Обугленный Совет, который подозревает, что король демонов Люцифер замышляет что-то вместе с Самаэлем, чтобы нарушить Баланс, и приказывает Войне и Раздору расследовать это. После вторжения в крепость Самаэля они обнаруживают, что она подвергается нападению со стороны другого Владыки Ада, пусть и более слабого: Молоха. Самаэль сообщает им, что он не в союзе с Люцифером, и нынешнее нападение на него — результат этого. Прежде чем он успевает что-либо сказать, Молох атакует, и Самаэль телепортирует Всадников в Пустоту, чтобы найти и поговорить со своим соратником.
Всадники путешествуют через Пустоту и находят Вульгрима, который и есть тот самый соратник, о котором говорил Самаэль. Вульгрим сообщает им, что может помочь выследить Люцифера, но ему нужны несколько артефактов. Собрав необходимые артефакты, Вульгрим сообщает им, что Люцифер посетил Мамону, другого Владыку Ада. В этот момент появляется Самаэль и предлагает Всадникам найти Маммона и заставить его рассказать о Люцифере. Они находят Маммона с несколькими реликвиями и оружием из Эдема. Убив его, Всадники возвращаются к Вульгриму и Самаэлю, где узнают, что Люцифер открыл путь в Эдем, принеся священную воду и превратив её в яд. За этим стоит демон Белиал. Остановив операцию, они вступают в схватку с Белиалом и побеждают его, но щадят. После ухода Всадников появляется Люцифер и наказывает его.
Всадники узнают, что Дагон, Утонувший Король, также помогает Люциферу, поскольку тот предложил ему Эдем. Тем временем они встречают Абаддона, ангела-хранителя Эдема. Он сообщает им, что Люцифер распространяет порчу, и просит помочь ему очистить Эдем. После этого Всадники выслеживают и убивают Дагона. Они возвращаются в Пустоту, и Самаэль советует им уничтожить источник силы Молоха, прежде чем нападать на него. Они так и поступают, и вместе с Самаэлем нападают на Молоха и убивают его. Однако перед смертью Молох сообщает им, что план Люцифера завершён, и Самаэль об этом знает.
Вернувшись в Пустоту, Самаэль рассказывает Всадникам, что Люцифер просил души Владык Ада после их смерти в обмен на их услуги. Самаэль также рассказывает им, что Лилит тоже замышляет заговор с Люцифером, и вместе они создали артефакт под названием «Анимус», который питается душами Владык Рая и Ада, принявших предложение Люцифера. Этот артефакт используется на Земле, чтобы развратить человечество, превратив его в изменчивый и склонный к саморазрушению вид, которым оно впоследствии станет. Всадники отправляются на Землю, чтобы найти человечество, живущее во грехе, и понимают, что помогли Люциферу достичь его цели. Люцифер говорит с ними через ребёнка и сообщает Всадникам, что развращение человечества распространяется и не может быть остановлено.
После этого они возвращаются к Обуглённому Совету, который заявляет, что человечество необходимо рассматривать как Третье Королевство. Затем они создают Семь Печатей как договор, поддерживающий равновесие между Раем и Адом: три из них исходят из демонических планов, ещё три — из ангельских твердынь, и одна — от самого Совета. Они заявляют, что любой, кто нарушит договор, навлечет на себя гнев Всадников.

## Геймплей
Игра с видом сверху позволяет игрокам в любой момент переключаться между персонажами Раздором и Войной. Раздор использует пистолеты «Милосердие» и «Искупление», а Война — меч «Пожиратель Хаоса». Кроме того, в кооперативном режиме можно играть вдвоем, выбрав каждого из персонажей. Как только персонаж убьёт достаточное количество врагов, ему разрешается использовать усиленные способности, которые позволяют ему быстрее уничтожать врагов. Игровая валюта — души, которые можно заработать, убивая врагов, появляющихся перед персонажем в процессе прохождения игры. Возвращаются элементы платформера, схожие с предыдущими играми, а также присутствуют некоторые игровые механики, такие как бомбы.

## Разработка
Игра была анонсирована издателем THQ Nordic в преддверии международная выставка компьютерных игр E3 2019 6 июня 2019 года. В отличие от Darksiders III, Darksiders Genesis разработана компанией Airship Syndicate, которая ранее разработала Battle Chasers: Nightwar. Эта студия состоит из разработчиков закрывшейся студии Vigil Games, которые разработали первые две игры серии Darksiders. Игра считается спин-оффом и игрой-приквелом в серии Darksiders, но в отличие от игр основной серии, здесь используется вид сверху.

## Приём
| Сводный рейтинг       | Сводный рейтинг                                |
| Агрегатор             | Оценка                                         |
| --------------------- | ---------------------------------------------- |
| Metacritic            | PC: 77/100 PS4: 77/100 NS: 74/100 XONE: 77/100 |
| Иноязычные издания    |                                                |
| Издание               | Оценка                                         |
| Game Informer         | 6.5/10                                         |
| GameSpot              | 7/10                                           |
| GamesRadar+           | 3.5/5                                          |
| Hardcore Gamer        | 4/5                                            |
| IGN                   | 8.7/10                                         |
| Nintendo Life         | 7/10                                           |
| Nintendo World Report | 8/10                                           |
| PC Gamer (US)         | 87/100                                         |
| Push Square           | 6/10                                           |
| Shacknews             | 9/10                                           |

Игра получила преимущественно положительные отзывы. На сайте-агрегаторе Metacritic средняя оценка игры составляет 74 из 100 для платформы Nintendo Switch и 77 из 100 для платформ PC, PlayStation 4 и Xbox One. 
Веб-сайт IGN поставил игре оценку 8,7 из 10, заявив, что «Darksiders Genesis может и не хватать изысканности и стиля своих многочисленных собратьев, но не заблуждайтесь: это всё ещё игра Darksiders, и одна из лучших. В ней действительно отличный баланс между великолепными боями, умными головоломками, богатым исследованием и превосходной механикой развития, которая поддерживает её на протяжении всех 15 часов».
Сиан Махер из GameSpot поставил игре оценку 7 из 10, похвалив боевую систему, графику и сценарий, но раскритиковав камеру сверху. Бен Ривз в своей статье для «Game Informer» поставил игре оценку 6,5 из 10, похвалив боевую часть и головоломки, но отметив сюжет и необычный дизайн как отрицательные аспекты. Майк Эпштейн из GamesRadar+ также похвалил боевую систему, но при этом раскритиковал ошибки столкновений и сюжет. Люк Кемп из PC Gamer поставил игре оценку 87/100 и похвалил как игровые элементы, так и боевую систему. Пи Джей О'Рейли в своей статье для Nintendo Life поставил игре положительную оценку 7/10. В рецензии О'Рейли хвалит бои, открываемые навыки и «удовлетворительное сочетание сражений, головоломок и лёгкого платформера», хотя и высказывает те же критические замечания, что и предыдущие рецензенты.
Лора Дейл из Polygon дала игре смешанный отзыв, похвалив бои с боссами, но критически отнеслась к головоломкам и «постоянным сражениям».

## Продажи
По словам Ларса Вингефорса, генерального директора Embracer Group, материнской компании издателя THQ Nordic, Darksiders Genesis хорошо продавалась при запуске и по состоянию на 2020 год продолжает хорошо продаваться. Вингефорс также заявил, что продажи игры превзошли ожидания издателя.